# As Consequências Económicas da Paz
As Consequências Económicas da Paz (em inglês:  The Economic Consequences of the Peace) é uma obra de John Maynard Keynes escrita e publicada em 1919. Keynes participou da Conferência de Paz de Paris (1919) como representante do Tesouro britânico e foi defensor duma paz muito mais generosa. 
Há quem acredite que o livro teve um grande sucesso e lançou as ideias antifrancesas e pró-alemães que influenciaram a política da Grã-Bretanha e que encorajou a ascensão do nazismo, permitindo que estes desafiassem o Tratado de Versalhes, culminando na Segunda Guerra Mundial.

## Escrita do livro
Após sair da Universidade de Cambridge Keynes foi trabalhar no Tesouro britânico em 1915. Ele trabalhava diariamente no financiamento do esforço de guerra durante a I Guerra Mundial. Isto perturbava muitos dos membros pacifistas do Grupo de Bloomsbury de que Keynes fazia parte. Lytton Strachey enviou-lhe uma nota em 1916 perguntando a Keynes por que ainda estava a trabalhar no Tesouro.

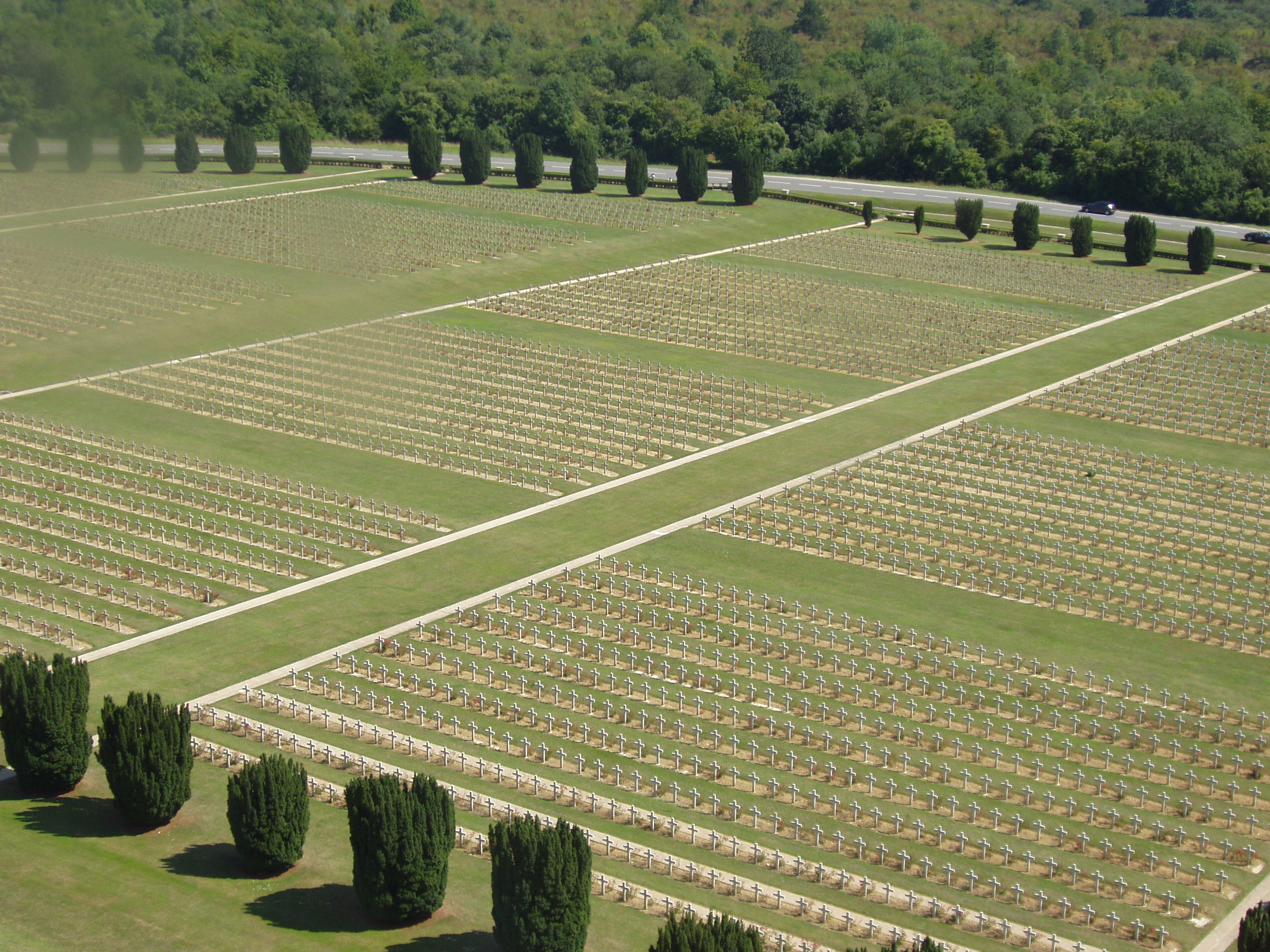
Cemitério e ossário de Douaumont, na França, onde estão os restos mortais de mais de 130 mil soldados desconhecidos.

Keynes rapidamente ganhou reputação como um dos homens mais capazes do Tesouro tendo sido enviado à conferência de Versalhes como conselheiro ao Governo Britânico. Na preparação da conferência, ele argumentava que não deveria haver reparações de guerra, ou que, na pior das hipóteses, as reparações pelos alemães deveriam ser limitadas a £2.000 milhões. Ele considerava que deveria haver um perdão geral das dívidas de guerra, o que segundo ele beneficiaria a Grã-Bretanha. Por fim, Keynes queria que o governo dos EUA lançasse um vasto programa de crédito para relançar a Europa na prosperidade logo que possível.
A preocupação genérica de Keynes era que a Conferência de Versalhes deveria fixar as condições para a recuperação económica. No entanto, a conferência centrou-se sobre fronteiras e segurança nacional. As indemnizações foram fixadas num nível que Keynes percebeu que iriam arruinar a Europa. O presidente dos EUA Woodrow Wilson recusou-se a aprovar o perdão de dívidas de guerra e nem sequer permitiu que os representantes do Tesouro dos EUA analisassem o programa de crédito.
Durante a conferência a sua saúde deteriorou-se e Keynes foi forçado a renunciar com frustração à sua participação na Conferência em 26 de maio de 1919. Retirou-se para Cambridge onde escreveu As Consequências Económicas da Paz nos dois meses seguintes.

## Conteúdo
No Capítulo 3, Keynes descreve a conferência como um choque de valores e visões de mundo dos principais líderes intervenientes, o Presidente Wilson como o guardião das esperanças dos homens de boa vontade de todos os países e primeiro-ministro francês Georges Clemenceau foi o principal artífice do resultado da Conferência.

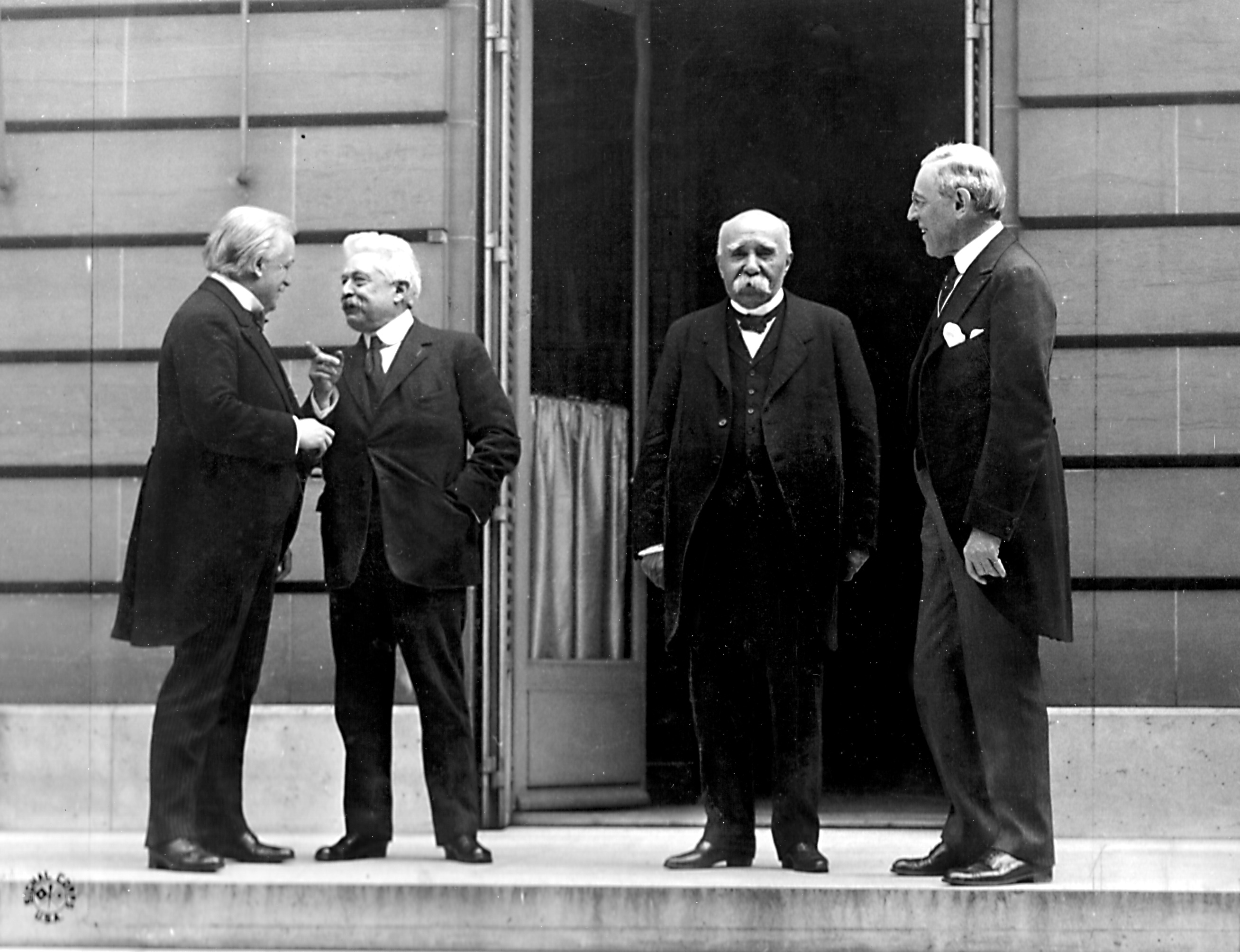
Da esquerda para a direita: Lloyd George, Vittorio Emanuele Orlando, Georges Clemenceau, Woodrow Wilson.

O capítulo seguinte é o cerne do livro, concentrando as duas profundas críticas de Keynes ao Tratado. Em primeiro lugar, ele argumenta como economista que a Europa não poderia prosperar sem um sistema económico equitativo, eficaz e integrado, e os termos económicos do Tratado impediam esse resultado. Em segundo lugar, os Aliados tinham-se comprometido, no Acordo de Armistício, com princípios críticos sobre reparações, ajustes territoriais e imparcialidade em matéria económica, e esses termos foram materialmente violados pelo Tratado.
Keynes analisa o fato de que o Armistício foi baseado na aceitação pelos Aliados e Alemanha dos Catorze Pontos de Wilson e doutros termos referidos na feitura do Armistício, sintetizando os aspetos mais importantes dos Catorze Pontos e outras propostas de Wilson que faziam parte do acordo de Armistício.

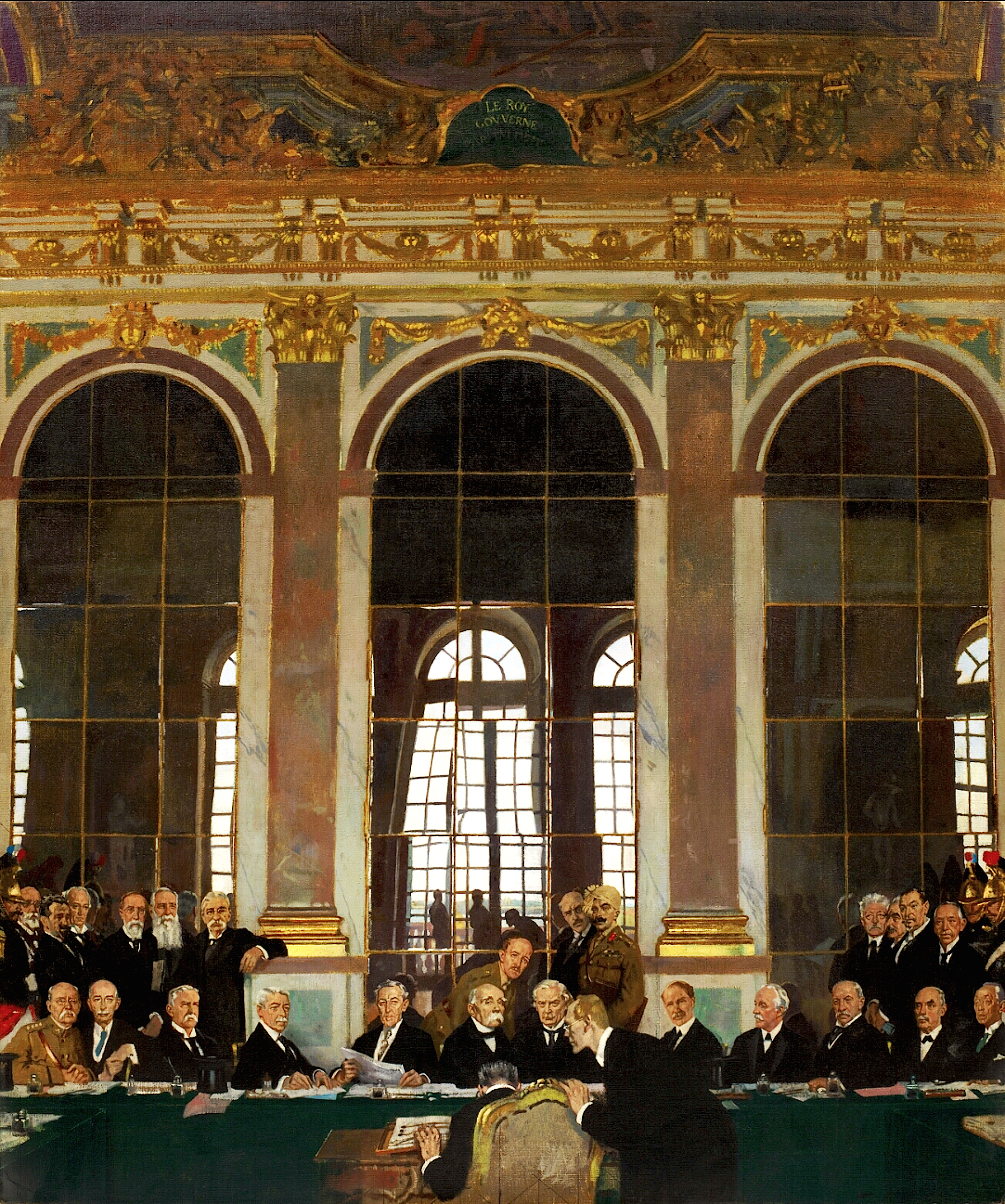
Assinatura do Tratado de Versalhes no Palácio de Versalhes, por William Orpen.

Keynes aponta a violação material dos termos sobre reparações, ajustes territoriais e ajustamento económico equitativo como uma mancha na honra dos aliados ocidentais e a principal causa de uma guerra futura. Tendo em conta que ele escreveu em 1919, a previsão de Keynes de que a próxima guerra começaria dentro de vinte anos, teve uma precisão incrível.
Já no Caítulo 6, Keynes delinea as causas da inflação elevada e da estagnação económica na Europa do pós I Guerra Mundial em As Consequências Económicas da Paz. Ele explicitamente aponta para a relação entre a impressão de papel moeda pelos governos e a inflação:
Keynes também defende que o controle de preços pelo governo desencorajam a produção e a relação entre os défices do Estado alemão e a inflação.

## Sucesso
O livro foi lançado no Reino Unido no final de 1919 e nos EUA em 1920 tendo tido um grande sucesso de imediato nos dois lados do Atlântico. Os retratos contundentes de Wilson, Lloyd George e Georges Clemenceau tornaram-se muito populares e a obra consolidou a reputação pública de Keynes como um economista de vanguarda. Em seis meses, o livro vendeu 100.000 cópias e teve traduções em 12 línguas. Restaurou a reputação de Keynes junto do grupo de Bloomsbury, que tinha sido manchada pelo seu trabalho para o Tesouro durante a guerra. Keynes retornou a Cambridge para trabalhar como economista, onde era considerado o principal aluno de Alfred Marshall.

## Impacto na participação americana na Sociedade das Nações
Além de ter tido grande sucesso em termos de vendas, verificou-se que o livro teve grande influência na opinião pública nos EUA. O livro foi lançado pouco antes do Senado dos EUA apreciar o Tratado de Versalhes e confirmou as teses dos senadores ditos "irreconciliáveis" de que a participação americana na Sociedade das Nações não era aconselhável. O livro também aumentou as dúvidas dos "reservacionistas", liderados por Henry Cabot Lodge, sobre os termos do Tratado e gerou dúvidas nas mentes dos apoiantes de Wilson. Lodge, o líder republicano do Senado, compartilhava as preocupações de Keynes sobre a severidade do Tratado para com a Alemanha e estava convicto que teria de ser renegociado no futuro. As Consequências Económicas da Paz jogou um papel crítico no virar da opinião pública americana contra o Tratado de Versalhes e a Sociedade das Nações, embora fosse a má gestão por Wilson da questão, devido a um grave problema de saúde, que acabaria por levar a que os EUA não participassem na Sociedade das Nações.

## Impacto na opinião pública britânica face ao Tratado de Versalhes
O retrato por Keynes do Tratado de Versalhes como uma "paz imposta a Cartago" rapidamente se tornou na ortodoxia dos círculos académicos e era opinião corrente no público britânico. Acreditava-se amplamente, na Grã-Bretanha, que os termos do Tratado de Versalhes foram injustos. Isto, por sua vez, influenciou o delinear da resposta às tentativas de Adolfo Hitler para anular o Tratado de Versalhes, especialmente no período que levou ao Acordo de Munique. Na Alemanha, o trabalho de Keynes confirmou o que a esmagadora maioria do povo já pensava: ou seja, que o Tratado de Versalhes foi injusto. A França estava relutante em usar as forças armadas para impor o Tratado de Versalhes sem o apoio do governo britânico. Antes do final de 1938, a dimensão da oposição pública à perspectiva de envolvimento noutra guerra tornava impensável o apoio britânico à posição francesa.

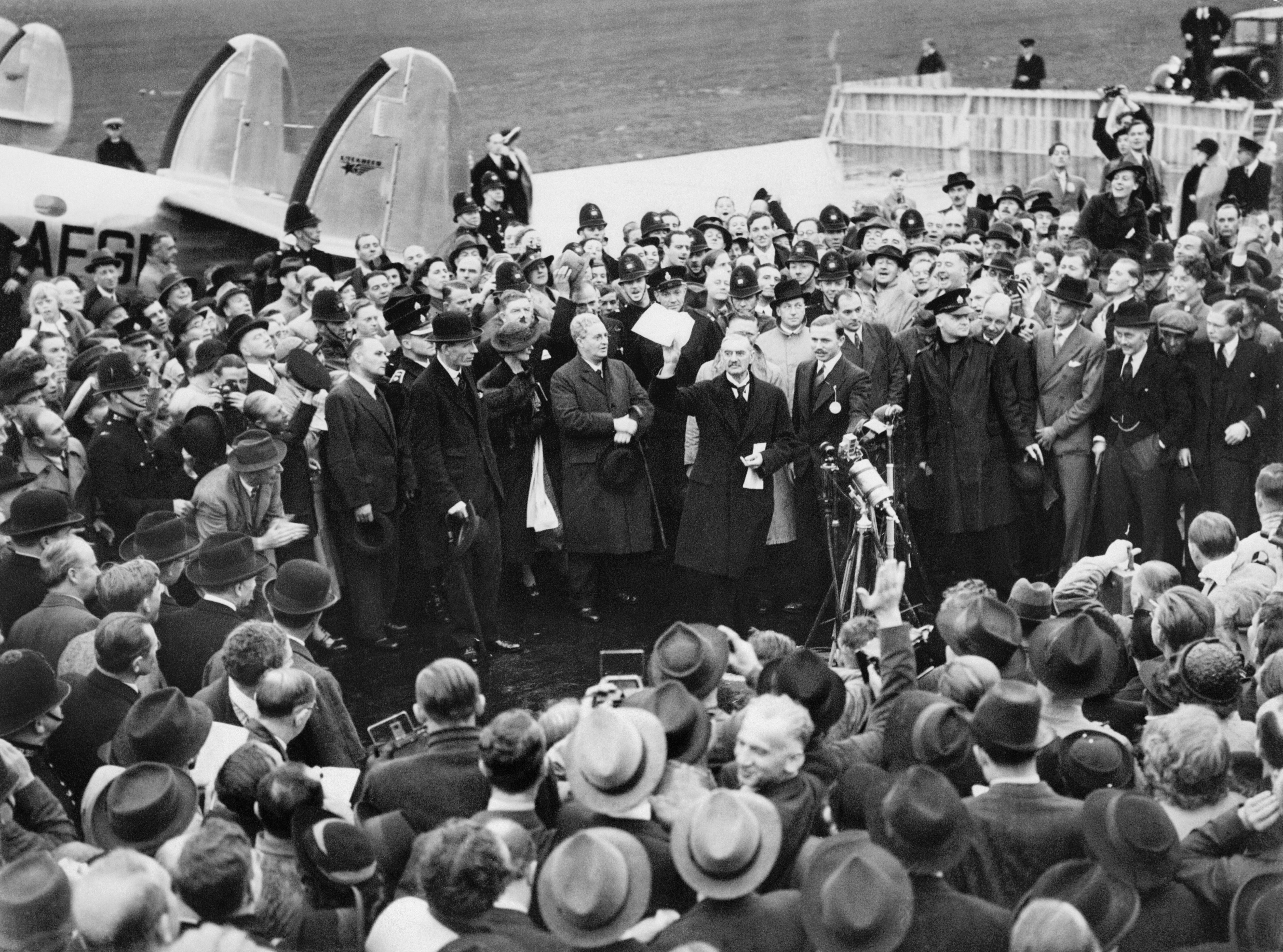
Neville Chamberlain, 1º ministro britânico, na chegada a Londres após a assinatura com Hitler do Acordo de Munique

Étienne Mantoux criticou o impacto do livro de Keynes no seu livro A Paz Cartaginesa, ou as Consequências Económicas do Sr. Keynes (The Carthaginian Peace, or the Economic Consequences of Mr. Keynes), dizendo que este fez mais do que qualquer outro escritor para desacreditar o Tratado de Versalhes. Mantoux comparou The Economic Consequences of the Peace à obra Reflections on the Revolution in France (Reflexões sobre a Revolução em França) de Edmund Burke por causa da influência imediata na opinião pública. No seu livro, Mantoux procurou desacreditar as previsões de Keynes do que seriam as consequências do Tratado. Por exemplo, Keynes acreditava que a produção de ferro na Europa diminuiria, mas em 1929 a produção de ferro na Europa foi superior em 10% à de 1913. Keynes previu que a produção de ferro e de aço na Alemanha diminuiria, mas em 1927 a produção de aço aumentou 30% e a de ferro 38% relativamente a 1913 (dentro das fronteiras de antes da guerra). Keynes também argumentou que a eficiência de mineração de carvão alemão diminuiria, mas a eficiência do trabalho em 1929 tinha aumentado 30% relativamente a 1913. Keynes afirmava que a Alemanha seria incapaz de exportar carvão imediatamente após o Tratado, mas as exportações líquidas de carvão pelos alemães foram de 15 milhões de toneladas passado um ano e em 1926 a tonelagem exportada atingiu 35 milhões. Ele também anteviu que a poupança nacional alemã nos anos posteriores ao Tratado seria inferiores a 2 mil milhões de marcos: no entanto, em 1925 o montante da poupança nacional alemã foi estimado em 6,4 mil milhões de marcos e em 1927 de 7,6 mil milhões de marcos. Keynes também pensava que a Alemanha seria incapaz de pagar os 2 mil milhões de marcos adicionais em reparações nos próximos 30 anos, mas Mantoux contestou referindo que a despesa alemã com rearmamento foi anualmente sete vezes esse montante entre 1933 e 1939.
Durante a década iniciada em 1930, Keynes foi dos primeiros defensores do rearmamento para conter o que ele referia como “as forças salteadoras” (brigand powers) da Alemanha, do Japão e da Itália. Em julho de 1936, Keynes enviou uma carta ao editor do New Statesman dizendo que "o estado inadequado de armamento da nossa parte apenas pode incentivar as forças salteadoras que não conhecem outro argumento que não o da força, e que serão trunfos, a longo prazo, nas mãos de quem gostaria que aquiescêssemos por inação com o que esses poderes fizessem, conforme lhes agradasse, no mundo".

## Concretização das ideias no pós II Guerra Mundial
Keynes continuou a ser um conselheiro do governo britânico altamente influente durante a II Guerra Mundial. Ele foi o chefe da equipa negocial britânica que negociou o Acordo de Bretton Woods, em 1944, ainda decorria a II Guerra Mundial. Em geral, o Acordo de Bretton Woods estabeleceu um sistema monetário semelhante ao proposto por Keynes em As Consequências Económicas da Paz.
A política seguida pelas potências vencedoras na II Guerra Mundial teve em conta as lições do que se seguiu à anterior guerra, designadamente as ideias de Keynes quanto a indemnizações pelos vencidos e a política de reconstrução na Alemanha e dos países vencedores através do financiamento pelos EUA com o Plano Marshall.
O sistema criado no pós II Guerra Mundial conduziu a um dos maiores crescimentos da prosperidade na história da humanidade. No período de 1948 a 1971, o comércio mundial aumentou a uma taxa anual média de 7,2% e a produção industrial cresceu a uma média de 5,6% ao ano. O que contrasta com o período entre as duas guerras mundiais em que o comércio mundial diminuiu de facto na década de 1930 e a produção industrial mundial cresceu com oscilações na década de 1920 e depois foi atingida pela depressão.